# بارقیه
البارقیه (به عربی: البارقیة) یک منطقهٔ مسکونی در سوریه است که در استان طرطوس واقع شده‌است. البارقیه ۳٬۶۲۷ نفر جمعیت دارد.